# Pascual de Toledo
Pascual (?-c., 1080) fue un religioso, arzobispo de Toledo entre 1058 y 1080. En el listado de arzobispos, el Codex Aemilianensis termina el catálogo de titulares con Juan hasta la conquista de la ciudad por Alfonso VI de León; sin embargo continuaron sucediéndose los titulares. Presente en el reino de León, consta en el tumbo que fue consagrado en la capital en 1058 como arzobispo de Toledo confirmado por varios obispos. La elección y el nombramiento tuvieron que hacerse de la mano de Fernando I de León, que entonces tenía como tributario al rey de la taifa de Toledo. Simonet menciona que, al no haber muchas noticias sobre él, tal vez solo fue titular y no residió nunca en la diócesis. Un documento del año 1077 menciona aún la existencia de Pascual ostentando el cargo de arzobispo. Fue con seguridad el último durante la dominación musulmana, y no debió vivir mucho años más, pues en 1085 se conquistó la ciudad por los cristianos y en ese momento la silla toledana se encontraba vacante. Flórez especula con la posibilidad de su muerte durante el asedio cristiano y que los mozárabes que vivían allí, con la esperanza de la victoria cristiana, no escogieran sucesor.